# Sandvik, Borgholms kommun
Sandvik är en Bebyggelse i Borgholms kommun belägen på Ölands västkust i Persnäs socken vid Kalmarsund. Bebyggelsen var av SCB från 1990 till 2023 avgränsad till en småort.
Hamnen har använts för utskeppning av ölandskalksten som bearbetats i trakten. 
Sandviks kvarn är den största väderkvarnen runt Östersjön, och är en så kallad holländare med vridbar topp. Sandvik har flera restauranger och en välbesökt badstrand bredvid hamnen. Sydost om bebyggelsen ligger en landningsbana för privatflyg. Söder om Sandvik ligger fågelskyddsområdet Knisa mosse. Längs strandvägen ner till Lofta finns flera gravlämningar.

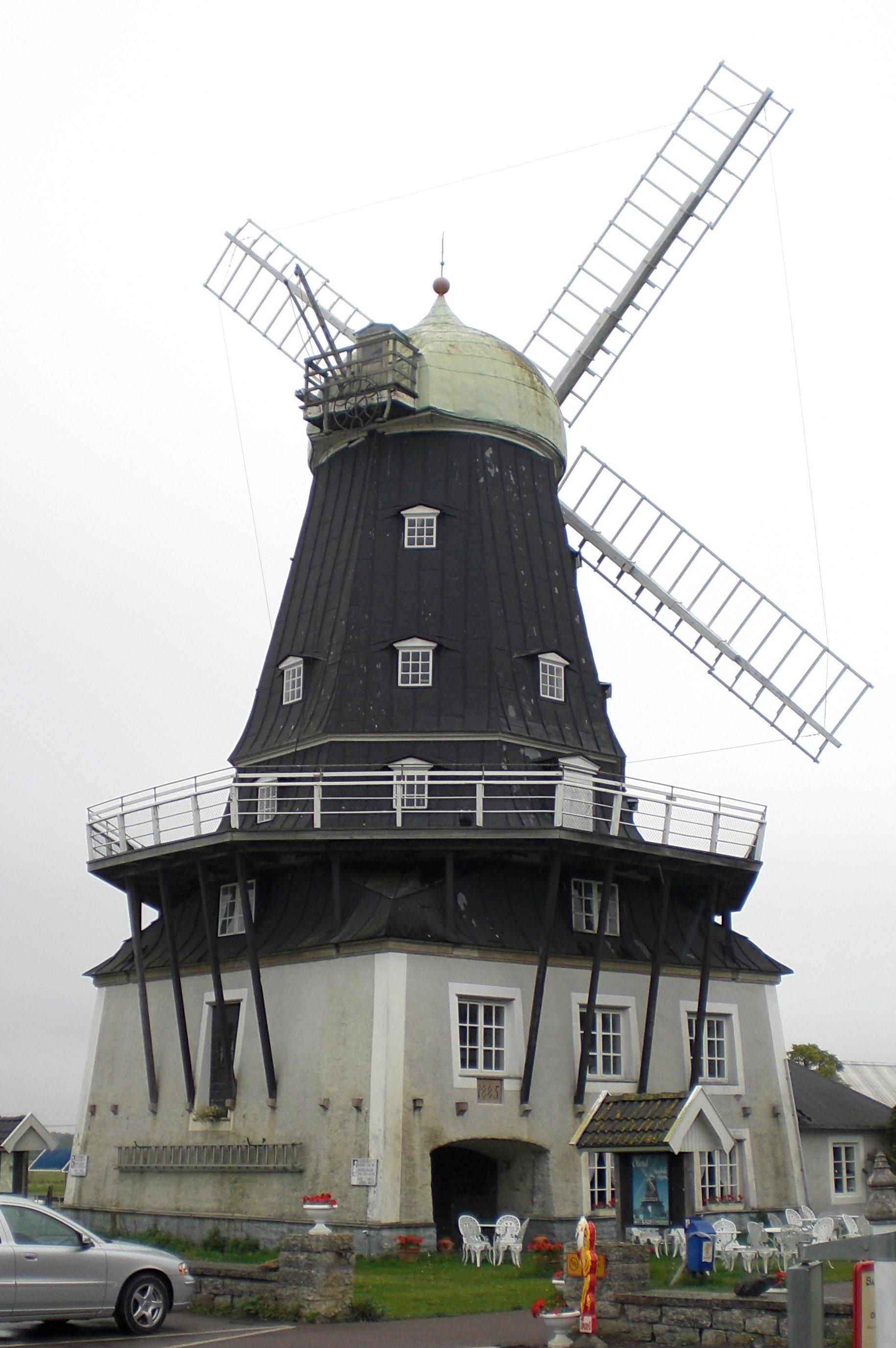
Sandviks kvarn